# Diaparsis improvisator
Diaparsis improvisator là một loài tò vò trong họ Ichneumonidae.